# きよまろ
きよまろ（本名：清水清麿〈しみず きよまろ〉、1999年6月14日 - ）は、埼玉県さいたま市大宮区出身のフリースタイルバスケットボーラー、クラッシュボーラー、エンターテイナー、プロデューサー、YouTuber。
埼玉県立白岡高等学校、聖学院大学出身。Buzz Light Baller（BLB）のリーダー。麿圖所属
カナダでパフォーマンス留学し、日本では四国八十八箇所を巡り、日本を拠点に世界中で活動している。
さいたま観光大使である。

## 略歴
1999年、埼玉県出身。
2015年、埼玉県立白岡高等学校に入学しバスケ部に入部。幼少期からエンターテインメントに興味を持ち人々を魅了するフリースタイルバスケを始める。
2016年、フリースタイルバスケットボール日本一決定戦関東ラウンドにて優勝。全国大会ではベスト4入りを果たした。
2017年、全国高校生大会で準優勝し。将来の展望を固く志した。
2019年、埼玉県さいたま市大宮区にて初開催となるフリースタイルバスケイベント「B-FRONTIER」を開催。パフォーマー40人の仲間を巻き込み、来場者数は3000人を超え話題となった。同年、台湾で行われたアジア大会ではチーム部門で「Good Flow Only」にて日本人初優勝を飾り、アジアチャンピオンとなった。帰国後、Buzz Light Baller（BLB）を設立し、Bリーグ 2019-20・越谷アルファーズホーム戦にてハーフタイムショーに出演。
2022年、世界一のエンターテイナーを目指し、フリースタイルバスケの聖地カナダへ修行留学。同時にYouTube「きよまろch kiyomaro-ch」活動の開始。開始半年で登録数は14万人、総再生数は1億回を突破。帰国後、新たな修行の地四国御遍路八十八カ所巡りへ。バスケットボールをドリブルしながらお遍路を回る「ドリブルお遍路」という前人未到の偉業を成し遂げ、全59日で見事結願を果たした。
2023年にさいたま観光大使に任命される。　　　　　　　　　　　　
2024年に東京タワースタジオにて行われたGroovMix2K24Championship team contestにてさいたま観光大使であるフリースタイルバスケチーム Buzz Light Baller優勝し、日本一となった。